# Passiflora pinnatistipula
Passiflora pinnatistipula är en passionsblomsväxtart som beskrevs av Antonio José Cavanilles. Passiflora pinnatistipula ingår i släktet passionsblommor, och familjen passionsblomsväxter. Inga underarter finns listade i Catalogue of Life.

## Bildgalleri

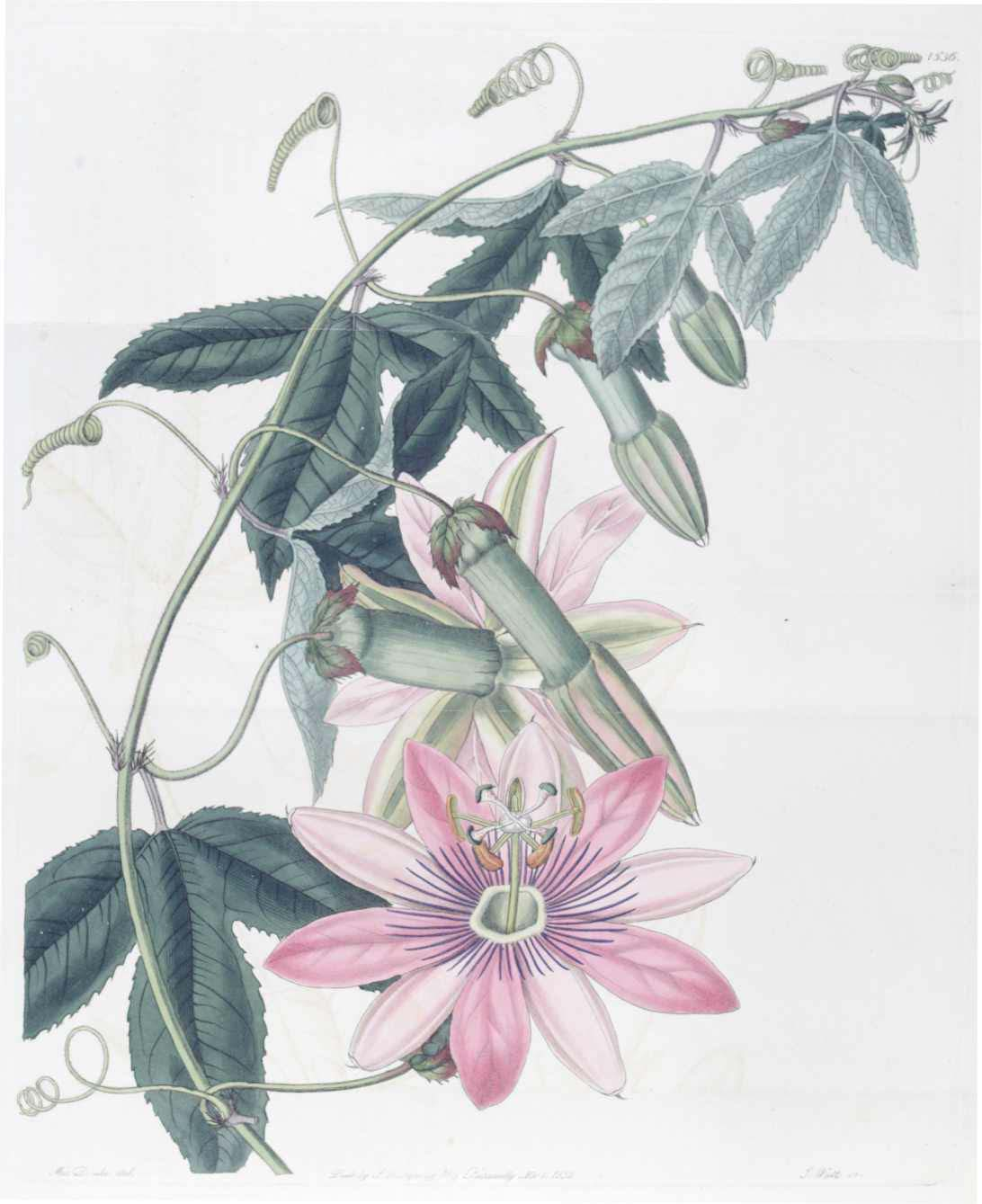